# Jupiter LXXII
Jupiter LXXII, ban đầu được gọi là S/2011 J 1, là một vệ tinh tự nhiên của Sao Mộc. Nó được khám phá bởi Scott Sheppard vào năm 2011. Nó thuộc về nhóm Carme.
Vệ tinh này đã không được nhìn thấy kể từ lần khám phá ra vào năm 2011 và hiện đang được coi là bị mất. Sự phục hồi của nó đã được công bố vào ngày 17 tháng 9 năm 2018.